# Harry Potter y la Orden del Fénix
Harry Potter y la Orden del Fénix (título original en inglés: Harry Potter and the Order of the Phoenix), es el quinto libro de la serie Harry Potter, escrita por la autora británica J. K. Rowling en el 2003.
Los sucesos comienzan pocas semanas después de lo ocurrido en Harry Potter y el cáliz de fuego, y narra la reacción del Ministerio de Magia frente al anuncio del retorno del peligroso brujo lord Voldemort. El ministro Cornelius Fudge emprende una celosa vigilancia sobre el colegio Hogwarts, ya que está convencido de que el director Albus Dumbledore ha inventado la historia sobre la resurrección de aquel mago tenebroso para causar inestabilidad y tomar el poder. Con esta reacción, Voldemort y sus mortífagos tienen luz verde para actuar en las sombras y preparar sus fuerzas para destruir el equilibrio de la comunidad mágica y adueñarse de la misma. Este libro marca el inicio definitivo de la Segunda Guerra Mágica, conflicto que prosigue hasta la última novela de la heptalogía: Harry Potter y las reliquias de la Muerte.
La publicación del libro tuvo lugar tres años después de su predecesor. Fue publicado el 21 de junio del 2003 en el Reino Unido, Estados Unidos, Canadá, Australia, entre otros. Vendió dos millones de copias en el Reino Unido el día del lanzamiento y cinco ese mismo fin de semana en Estados Unidos. Consta de 38 capítulos y 893 páginas en la edición en español publicada por la editorial Salamandra, por lo cual se convirtió en el libro más largo de la serie. Además, esta novela marcó un punto de inflexión en la saga, por abordar nuevas temáticas y suscitar las críticas de algunos lectores, que vieron en este episodio un «estancamiento» de la serie. No obstante, la crítica especializada celebró, en su mayoría, los cambios que introdujo este relato en toda la obra.
La película homónima basada en el libro se estrenó el 13 de julio de 2007 en Estados Unidos, Inglaterra y Canadá, al igual que en España y Latinoamérica.

## Argumento
El libro empieza con la vida de Harry en Privet Drive, angustiado por ominosas pesadillas y por su aislamiento; él solo piensa en el peligro que representa lord Voldemort, quien ahora tiene todos sus poderes de vuelta. Harry se siente ignorado por los vecinos del barrio y por sus tíos y no tiene ganas de quedarse ahí, a pesar de lo que está ocurriendo en el mundo mágico (el regreso de Voldemort).
Son los días más calurosos del mundo; Dudley, su primo, está más alto y gordo que nunca; Harry llega a hablar con él, hasta que este lo provoca. De pronto, el calor de la tarde se desvanece y empieza a hacer un frío glacial, Harry y Dudley se refugian en un puente, pero aparecen dos dementores, que comienzan a robarle el alma a ambos. Harry saca su varita y realiza el Encantamiento Patronus para ahuyentar a los dementores; la Sra. Figg, una squib a quien en el barrio toman por chiflada, ayuda a Harry, ya que fue asignada junto a Mundungus Fletcher para protegerlo, por órdenes de Dumbledore.
Harry llega a casa de los Dursley, y tanto su tío Vernon como su tía Petunia lo regañan porque pensaban que le había hecho algo a Dudley; allí, recibe una carta de la Oficina Contra el Uso Indebido de la Magia, en la que le dicen que lo habían expulsado de Hogwarts "por realizar un encantamiento Patronus en presencia de un muggle". Más tarde, recibe una carta en la que le anuncian que habrá un juicio para confirmar su expulsión. Los Dursley encierran a Harry en su habitación y salen, mientras Alastor Moody, Remus Lupin, Nymphadora Tonks, Kingsley Shacklebolt, entre otros, van a rescatarlo.
Harry es escoltado a Londres por la Orden del Fénix, una organización liderada por Dumbledore, que se encarga de combatir a los mortífagos en secreto. El muchacho pasa a vivir en el número 12 de Grimmauld Place, una casa que funciona como centro de operaciones de la Orden y que es propiedad de su padrino Sirius Black. En la residencia se reencuentra con sus amigos Hermione Granger y Ron Weasley, al igual que con el resto de la familia de este último.
Días después, tiene lugar la audiencia disciplinaria en el Ministerio de Magia pero el juicio resulta ser solo una maniobra política del Ministro, quien se opone a las denuncias que Albus Dumbledore ha realizado sobre el reciente regreso del Señor Tenebroso. Dumbledore actúa como abogado defensor y consigue la absolución del muchacho, pero se marcha sin siquiera hablar con él.
Para asegurarse de que Hogwarts no se vuelva un peligro para su administración, Cornelius Fudge designa una nueva profesora de Defensa contra las artes oscuras, Dolores Umbridge, quien desata una tiranía en el colegio, impidiendo que los alumnos reciban educación práctica en la materia y recurre a solamente al aprendizaje lectivo. Umbridge gana poder mediante la sanción de edictos ministeriales que le confieren el cargo de Suma Inquisidora, el cual la autoriza a evaluar y despedir a los profesores que considere peligrosos o incompetentes, siendo su primera víctima Sybill Trelawney. Ante esto, Harry, Hermione y Ron preparan un grupo clandestino -el Ejército de Dumbledore (ED)- en el que junto a otros alumnos como, Ginny, Fred, George Weasley, Seamus Finnigan, Cho Chang, Luna Lovegood y Neville Longbottom, intentarán prepararse para sobrevivir a la guerra que se avecina.
Las pesadillas de Harry se intensifican hasta que en uno de sus sueños observa como la serpiente de Voldemort ataca a Arthur Weasley. El incidente le da la pauta de que el Innombrable y él comparten una conexión mental, mediante la cual el mago tenebroso podría llegar a tomar posesión de su mente y de su cuerpo. Por ello, Dumbledore designa a Severus Snape para que le imparta clases de oclumancia, disciplina con la que el muchacho será capaz de evitar la influencia de Voldemort. Sin embargo, Harry no es capaz de dominarla a causa de su constante inestabilidad emocional.
Finalmente, Dolores Umbridge logra el cargo de directora de Hogwarts tras descubrir las reuniones secretas del ED. Profesores y alumnos son obligados a mantenerse en silencio y a seguir las reglas impuestas por Umbridge, e incluso algunos de ellos –como Hagrid y Minerva McGonagall– son víctimas de violentos episodios. El día de los exámenes TIMOS o MHB, Harry tiene una visión en la que Voldemort aparece torturando a Sirius Black en el mismo lugar en que fue atacado el padre de Ron, el Departamento de Misterios, un enigma del Ministerio de Magia. Tras una serie de marchas y contramarchas, logran deshacerse de Umbridge y todos sus escoltas miembros de su brigada. Parte del Ejército de Dumbledore vuela hacia Londres, al Ministerio, en los thestrals, unas criaturas que solo pueden ver los que han presenciado la muerte de alguna persona. En el Departamento de Misterios no encuentran a Sirius sino a una horda de mortífagos en un cuarto lleno con esferas de profecías, entre ellos Bellatrix Lestrange y su cuñado Lucius Malfoy. Uno a uno, los compañeros de Harry van cayendo hasta que la Orden del Fénix completa, incluido Sirius, el padrino del muchacho, llega y comienza un combate feroz contra las fuerzas de Voldemort en una cámara donde solo hay un arco con un velo. En medio de la batalla con Bellatrix, Sirius cae a través del Velo de la Muerte y muere. Harry persigue a la mortífaga para matarla e intenta torturarla, pero no lo consigue. Entonces Voldemort se presenta e intenta asesinarlo. Dumbledore consigue impedirlo y se lanza a combatir contra el mago tenebroso.
Al final, Voldemort posee a Harry para forzar a Dumbledore a matarlos a ambos pero el chico logra expulsarlo de su mente y Voldemort, exhausto, huye cuando las tropas del Ministerio llegan al lugar. En su despacho, el director de Hogwarts -ahora restituido- le explica a un Harry enardecido que la profecía almacenada en el ministerio fue la causa por la que Voldemort intentó matarlo cuando era un bebé, aunque no la conocía por completo. Según la predicción hecha 16 años atrás, a fines de julio nacería un niño capaz de detener la amenaza del Señor Tenebroso. Voldemort, creyendo que Harry era el niño aludido -el cual podría haber sido también Neville Longbbottom-, intentó matarlo pero falló.

## Personajes principales
- Harry Potter: protagonista de la novela. Con 15 años, Harry debe enfrentarse a la campaña de desprestigio que el Ministerio de Magia ha emprendido contra él y Dumbledore por sostener que Voldemort ha vuelto. A medida que la trama avanza, Harry se vuelve víctima de constantes pesadillas provocadas por una conexión mental con su enemigo.
- Hermione Granger: mejor amiga de Harry, ella es quien propone la idea de fundar el Ejército de Dumbledore al ver la escasa preparación que les brinda la profesora Umbridge. Hermione también actúa como consejera sentimental de su amigo y tiene sus propias y constantes tensiones con Ron. Acompaña a Harry y a otros alumnos a la batalla del Departamento de Misterios.
- Ron Weasley: el mejor amigo de Harry. Participa en la fundación del Ejército de Dumbledore y se convierte en el guardián del equipo de quidditch de Gryffindor. También es uno de los alumnos que combaten en la batalla del Ministerio de Magia.
- Lord Voldemort: también conocido como Señor Tenebroso, es el jefe de los mortífagos y uno de los magos más poderosos del siglo. Tras reconstruir su cuerpo en Harry Potter y el cáliz de fuego, Voldemort se dedica a actuar en silencio reclutando fuerzas y buscando acceder al Departamento de Misterios para conseguir una profecía que habla de su destino y el de Harry.
- Dolores Umbridge: subsecretaria del Ministro de Magia y profesora de Defensa contra las artes oscuras. Umbridge es nombrada Suprema Inquisidora para controlar la disciplina y las divergencias ideológicas en el colegio Hogwarts. Termina convirtiéndose en la directora de facto del instituto al desplazar a Albus Dumbledore de su cargo.
- Sirius Black: padrino de Harry Potter. Sirius permanece encerrado mucho tiempo en su casa de Londres, ya que el Ministerio de Magia lo considera responsable de una masacre narrada en Harry Potter y el prisionero de Azkaban. Como miembro de la Orden del Fénix, Sirius participa en el rescate de los alumnos y en la batalla en la cámara del velo.
- Albus Dumbledore: director del instituto Hogwarts y uno de los grandes magos de su época. Dumbledore actúa como defensor de Harry durante el juicio disciplinario frente a Cornelius Fudge. Durante la mayor parte de la novela permanece distante con respecto al muchacho ya que no quiere tentar a Voldemort para que manipule Harry en su contra.
- Bellatrix Lestrange: una de las asesinas de Voldemort. Esta mortífaga permaneció en Azkaban por más de una década pero es liberada por su amo y participa en la batalla del Departamento de Misterios junto a su cuñado, Lucius Malfoy. Lanza un hechizo que debilita a su primo Sirius Black, y este atraviesa el velo mortuorio durante el combate.
- Severus Snape: profesor de pociones de Hogwarts. Snape imparte también clases de oclumancia a Harry Potter, por pedido del director. Da aviso a la Orden del Fénix sobre la trampa tendida al Ejército de Dumbledore en el Ministerio.
- Cho Chang: alumna de Hogwarts, es un año mayor que Harry. Ella es el primer objetivo amoroso del protagonista y la persona con quien el comparte su primer beso, pero la relación fracasa, entre otros motivos, porque Cho no logra superar la muerte de su antiguo novio, Cedric Diggory.
- Luna Lovegood: alumna de cuarto año y miembro del Ejército de Dumbledore. Su madre murió cuando ella era pequeña, debido a un hechizo mal realizado. Luna tiene una personalidad excéntrica e imaginativa y es la hija de Xenophilius Lovegood, el editor de El Quisquilloso, una de las pocas publicaciones no controladas por el Ministerio de Magia.

## Análisis

### Género
En cuanto al género literario, Harry Potter y la Orden del Fénix es una novela que responde a las convenciones del género fantástico y un poco de ciencia ficción. Según la taxonomía de Tzvetan Todorov, la presencia de la magia y elementos sobrenaturales colocarían la novela dentro de la categoría de lo maravilloso. Lo maravilloso, opuesto a lo fantástico y a lo extraño, incluye los cuentos de hadas, las composiciones, el romancero y las leyendas, tipos de textos en los que, pese a la presencia de lo mágico, no hay gran porción del texto que se vea envuelta en los dominios de la incertidumbre.
Rosemary Jackson, por otro lado, eligió estudiar el fantástico como modo en vez de verlo como un género; este modo puede presentarse bajo diferentes disfraces. No obstante, Jackson modifica las concepciones de Todorov al agregar a su estudio una perspectiva psicoanalítica, y encuentra las raíces del fantasy en el relato gótico, cuya influencia se nota en La Orden del Fénix:

Como un modo literario perenne, el fantasy puede remontarse a mitos antiguos, leyendas, folklore, arte carnavalesco. Pero sus raíces inmediatas están en la literatura de la irracionalidad y terror que se ha denominado «gótica».

El gótico fue un popular tipo de ficción deciminónica, antecedente de la moderna literatura de terror. En Fantasy: Literatura y subversión, Jackson lo caracteriza como una forma literaria en la cual hay profundos cuestionamientos éticos y culturales, gran atención por la lucha interna de los personajes, secretos ocultos, detalles escabrosos y un gusto especial por lo siniestro. Todos estos elementos que atraviesan las obras de William Godwin, Ann Radcliffe, Horace Walpole, Charles Maturin o Mary Shelley también están presentes en la novela de J. K. Rowling.
La ambientación de La Orden del Fénix remite tanto a las obras del gótico inglés temprano -con sus castillos medievales, cámaras secretas y espíritus en pena- como a muestras tardías del género en donde lo medieval y lo contemporáneo forman una intersección -caso de Drácula de Bram Stoker. Otro elemento heredado de aquel movimiento literario es el énfasis puesto en las constantes pesadillas de Harry, elemento recurrente en la atmósfera gótica gracias al impacto del romanticismo. Los sueños de Harry conservan restos de las teorías románticas sobre el poeta visionario, aquel que es capaz de ver más que el resto de los mortales. Dichos presupuestos invadieron la ficción gótica también, aunque en forma de parodia grotesca, como la que se desprende de la descripción que Mary Shelley hizo sobre la pesadilla que motivó la creación de su Frankenstein.
Por otro lado, las críticas sociales y políticas también definen cierta influencia de la ficción decimonónica en Harry Potter y la Orden del Fénix. En Caleb Williams, Godwin exhibió los juegos de poder y la opresión generada por las instituciones sociales comandadas por las clases dominantes. Un último tópico que repercute en las páginas de La Orden del Fénix es el dualismo y el juego de espejos entre Harry y Voldemort, constituidos respectivamente como el yo y el otro, a pesar de la conexión psíquica que los une.
Esta novela también posee características del thriller político por su intriga institucional y la sugerencia de una confabulación mediática en contra de los que piensan distinto. Los rasgos de novela policíaca también están presentes a causa del misterio en torno a la puerta del Departamento de Misterios y el intento por averiguar lo que esconde. Lo que ocurre es lo que señalan las teorías de Bajtín: en el caso particular de este texto hay una reabsorción y combinación de distintos géneros y modos.

### Aspecto narratológico
La voz narrativa de la novela tiene las características de un narrador omnisciente limitado, puesto que mediante la técnica de la focalización adopta el punto de vista de Harry como eje. A diferencia de otras novelas dentro de la serie –como es el caso de La piedra filosofal, El cáliz de fuego, El misterio del príncipe o Las reliquias de la Muerte- el punto focal del narrador se mantiene estable durante todo el libro, no produciéndose cambios en el punto de vista.
Frecuentemente, la autora introduce disquisiciones mediante la técnica del monólogo interior, la cual ha sido cultivada –entre otros- por Henry James y Virginia Woolf. En ellos, el personaje principal analiza los hechos que tienen lugar frente a sus ojos, generalmente para cuestionarlos:

¿Y qué era eso que tenía tan ocupados a Ron y Hermione? ¿Por qué no estaba él ocupado? ¿Acaso no había demostrado que era capaz de hacer cosas mucho más importantes que las que hacían ellos? ¿Había olvidado todo el mundo su proeza? ¿Acaso no había sido él quien había entrado en aquel cementerio y había visto como asesinaban a Cedric, y al que habían atado a aquella lápida y casi habían matado?

Las mencionadas secuencias muestran usualmente la tensión dialéctica entre los diferentes aspectos de la personalidad y el temperamento de Harry. El fragmento continúa del siguiente modo:

«No pienses en eso», se dijo Harry, severo, por enésima vez a lo largo del verano.

### Temas principales

#### Destino
En La Orden del Fénix se introduce un elemento clásico de los relatos de aventuras o de los mitos de la antigüedad, esto es, la presencia de una profecía referida al protagonista. En El prisionero de Azkaban la profesora Trelawney lanzó una predicción sobre el retorno de Lord Voldemort, pero esta vez, el augurio es la clave para entender la génesis de todo lo que ocurre en la saga.
No obstante, a diferencia de la creencia ciega en el destino escrito por parte de los héroes en las culturas clásicas, en la obra de J. K. Rowling parece haber una creencia matizada o un sutil descreimiento. La profecía es ambigua y pudo referirse tanto a Harry como a Neville Longbottom, pero fueron las acciones de Voldemort las que crearon a su propio enemigo a decidirse a matarlo:

Eligió al que consideró que suponía un mayor peligro para él. Y fíjate en esto, Harry: no eligió al sangre limpia […] sino al sangre mestiza, como él.
J. K. Rowling. Harry Potter y la Orden del Fénix, p. 866

De este modo el discurso de Dumbledore se conecta con lo que le dijo a Harry en La cámara secreta: somos quienes somos por nuestras elecciones, no por nuestras habilidades o aquello que no depende de nuestra voluntad.
Por otro lado, la presencia de la profecía y el anuncio de que Harry y Voldemort deberán enfrentarse en combate algún día instala como tema el heroísmo y vincula el ciclo de novelas con el género literario conocido como epopeya. Sin embargo, la forma en que los eventos se desarrollan y se produce el combate entre ambos personajes en la última novela permiten pensar también que las novelas constituyen una anti-epopeya, como han señalado algunos críticos.

#### Muerte y pérdida
El asesinato de Cedric Diggory en Harry Potter y el cáliz de fuego marca la psiquis del protagonista, induciéndolo a un nuevo estado. Harry ha presenciado la muerte por segunda vez ya que presenció la muerte de sus padres y ha sido testigo del poder de su némesis. Con esa muerte desaparece una parte de Harry: su infancia. Las recurrentes pesadillas que Harry tiene con el pasillo y las reminiscencias del asesinato de su compañero, dan testimonio de la inestabilidad emocional y psicológica de la adolescencia que ha sido estudiada por el psicoanálisis en términos de etapa de crisis.
Es estado de furia y ansiedad que Harry expresa desde el primer capítulo es la consecuencia traumática del miedo a la muerte propia o de los seres queridos, intensificado por la política del Ministerio de la Magia. La muerte de Sirius Black durante la batalla frente al Velo de la Muerte cumple con los peores temores del protagonista y lo hacen perder el control, pero solo la posterior aceptación de este hecho puede culminar con el estado de Harry frente a este tema en particular, asentando una parte de su psiquis.

#### Política y autoritarismo
La trama de La Orden del Fénix gira en torno a la saga de intrigas que despierta el Ministerio de Magia al adoptar una postura oficial, que niega el regreso de lord Voldemort y, por ende, negarse a emprender acciones que prevengan el peligro.

—Porque aceptar que Voldemort ha vuelto significaria asumir que el Ministerio tendrá que enfrentarse a problemas a los que no se enfrenta desde hace casi unos catorce años —contestó Sirius con amargura—. Fudge no puede asimilarlo, así de sencillo. Para él es mucho más cómodo convencerse de que Dumbledore miente para desestabilizarlo.
J. K. Rowling. Harry Potter y la Orden del Fénix, p. 104

Según lo expuesto, la actitud del ministro se condice con su posición e ideales conservadores manifestada hacia el final de El cáliz de fuego. Fudge se niega a tomar acciones contra la amenaza latente y reafirma su cercanía ideológica y clasista con familias de raigambre como la Malfoy.
En una entrevista, la propia autora señaló que su inspiración para crear este personaje fue el primer ministro británico Neville Chamberlain quien gobernó «durante los albores de la Segunda Guerra Mundial, cuando intentó minimizar la amenaza del régimen nazi por conveniencia política». Cornelius Fudge desea mantener el poder frente a la crisis y para ello emprende una campaña de control sobre los medios de comunicación y sobre la educación escolar. Si se prolonga la lectura histórica del texto, Albus Dumbledore representaría al opositor de Chamberlain, Clement Aldee.
De este modo, la imagen del poder político que configura J. K. Rowling es la de un régimen autoritario, en el cual el poder está concentrado en un partido (conservador) que abusa de su poder, implementando un sistema de represión ideológica y física (manifestada en el castigo que impone Dolores Umbridge a sus alumnos) y posee los rasgos del líder carismático descrito por Max Weber. El ministro es capaz de sancionar normas y edictos que modifican a su gusto el panorama social y político del mundo Harry Potter.

#### Educación
El sistema educativo adquiere una nueva perspectiva en este libro, alejada del carácter lúdico de los primeros volúmenes. Ahora, la escuela Hogwarts se vuelve una extensión del Ministerio cuando se decide intervenirlo con Dolores Umbridge, secretaria del mandatario que asume un puesto como profesora, luego como inspectora educativa y finalmente como directora. La visión de la educación es aquí desenmascarada en su costado como arma política pero se lo hace de un modo salvaje, mostrando como la pedagogía puede ser puesta al servicio de los intereses del estado.
Según Pierre Bourdieu, la escuela reproduce esquemas de pensamiento y valoraciones, lo cual Umbridge prueba al establecer que ningún alumno puede cuestionar la posición oficial sobre el retorno del Señor Tenebroso, buscando así que la oposición desaparezca.

## Críticas del libro

### Opinión de los lectores
Harry Potter y la Orden del Fénix es el libro más largo de la serie y buena parte de este se dedica a cimentar la trama de un thriller político y la de un drama psicológico antes que a la aventura de corte fantástico. Estas características resultaron innovadoras para una saga que hasta el momento se había movido en el terreno de la novela policíaca de intriga y el de la novela de aventuras; dichos cambios produjeron que las opiniones de los lectores se dividiesen mucho, sobre todo en el caso de los fanáticos más acérrimos de la saga.
Para los seguidores de J. K. Rowling, La Orden del Fénix es el libro más amado o bien el más odiado de todos. La propia autora ha opinado que los que ven al quinto volumen como el mejor de la saga no constituyen el grueso de sus seguidores.
Los detractores adujeron un estancamiento en la trama de la saga, la cual en su opinión no avanzaría en absoluto, reduciéndose este volumen a dilaciones innecesarias y subtramas insulsas, habiendo sido mejor optar por la narración de la guerra mágica. En algunos casos, quienes opinaron de ese modo consideraron que el libro solo ofrece "verdades" ya consabidas tales como el destino heroico de Harry, que incluye borrar a Voldemort del mapa y la profecía, aunque ninguno de los libros anteriores poseía evidencia textual concisa e irrefutable para sostener tal afirmación. Tampoco la descripción psicológica del protagonista ha contentado a ese sector del fandom pues la personalidad más agresiva y nerviosa de Harry, según ellos, no es propia del protagonista de una saga de este tipo.

### Crítica especializada
Más allá de las opiniones mencionadas, la crítica especializada y la otra mitad de los fanáticos apoyaron los cambios implementados por la autora para este quinto capítulo. Entre los medios estadounidenses, el libro consiguió críticas muy positivas como la de Deirdre Donahue en USA Today. En su reseña escribió que «Rowling ha recuperado la habilidad de crear un encantador mundo paralelo habitado por magos y brujas. Y nosotros, muggles (gente común), sólo podemos soñar con formar parte del mismo». En la reseña también se destacó la inclusión de nuevos personajes y el abordaje de situaciones como el aislamiento y el desencanto para con la imagen paterna.
The New York Times publicó dos comentarios acerca de la novela. El primero correspondió a John Leonard, quien elogió el quinto volumen de la saga por su tono apocalíptico y el universo construido por la autora, a la vez que comparó este episodio con obras como el Cantar de Rolando y el Poema de Gilgamesh por su dimensión trágica. «A medida que Harry crece Rowling mejora», escribió. En la misma publicación, la crítica Michiko Kakutani alabó el libro por su ambición literaria y la calidad del desarrollo de los nuevos elementos introducidos en la novela:

Las ideas sobre el autosacrificio y la traición que ya resonaban en volúmenes previos se encuentran amplificadas aquí [. . . ] Aunque los engranajes de esta inmensa novela se toman un rato para echarse a andar, las virtuosas habilidades narrativas de la autora y su incansable e innovadora imaginación ganan pronto, entrelazando lo maravilloso y lo mundano, lo psicológico y lo alegórico con consumada autoridad y facilidad.

La crítica también analizó con palabras elogiosas la rica y detallada construcción del mundo ficcional de Harry Potter, así como el perfil realista y absolutamente cotidiano de su protagonista.
Elaine Leung, del Asian Review of Books opinó que el libro era el mejor de la serie escrito hasta la fecha.
En cambio, en el San Francisco Chronicle, la aparición de la novela fue acompañada por una reseña negativa que destacaba detalles positivos como la presencia de Dolores Umbridge, pero que advertía giros equivocados y caídas en lugares comunes. Por otro lado, en el medio CNN, Todd Leopold le dio el visto bueno al nuevo libro, señalando que a pesar de algunas fallas menores

El alcance del mundo Potter parece ilimitado; Rowling ha agregado nuevos personajes, nuevos escenarios y capas a las ya existentes. El mundo Potter, aunque de naturaleza fantástica, parece completamente verosímil.

Entre los medios británicos, la novela recibió la crítica negativa de Boyd Tonkin, en la sección literaria del periódico The Independent. El redactor advirtió problemas como la extensión del libro y la descripción de los estados de ánimo de Harry. También opinó que la prosa simple de Rowling «alcanza el costado tedioso de lo funcional». No obstante, entre los aciertos, coincide con otros colegas al mencionar la construcción de la profesora Umbridge como villana-burócrata. En la publicación The Observer, Stephanie Merrit calificó el libro como «verdaderamente apasionante», señalando la capacidad de la obra para absorber al lector y forzarlo a voltear cada página. Para la redactora, Harry Potter y la Orden del Fénix posee

los huesos de cualquier buena aventura mítica; los libros de Harry Potter han creado un corpus de leyendas modernas que sus jóvenes fanáticos recordarán hasta en el ocaso de sus días, no simplemente por la historia que cuentan sino también por el fenómeno que ha crecido en torno a los libros.

Los colegas de Rowling han opinado también sobre Harry Potter y la Orden del Fénix. Uno de los casos más resonantes fue el del escritor Stephen King, cuyas alabanzas se centraron particularmente en el personaje de Dolores Umbridge, a quien calificó como «la villana más convincente desde Hannibal Lecter», en referencia al personaje creado por Thomas Harris. Por su lado, la escritora A. S. Byatt publicó un duro artículo llamado «Deconstruyendo a Harry» y otro en The New York Times el mismo año en que se publicó el libro. En ellos afirmaba que las novelas de Rowling solo poseen «magia sustitutiva» y no verdadera magia, lo cual es propio de una generación cuya imaginación se limita a los preceptos estéticos de MTV, Internet y la prensa del corazón. La autora de Posesión también compara a Rowling con otros autores del high fantasy como Ursula K. Le Guin o J. R. R. Tolkien, a los cuales considera muy superiores a la novelista escocesa. Tales declaraciones le valieron ser calificada de «envidiosa» del éxito de Rowling por el crítico estadounidense Charles Taylor, una de las voces principales del sitio web Salon.

## Recepción
Después de tres años de espera, tras la publicación del cuarto libro de la saga, Harry Potter y la Orden del Fénix fue un éxito de ventas, convirtiéndose en el artículo más pedido por venta electrónica de 2003 en el sitio Amazon.com. En las librerías de Estados Unidos se vendieron cinco millones de ejemplares en un día, arrasando con buena parte de la edición en lengua inglesa de Scholastic, que era de 8,5 millones. La tirada en inglés fue de 6,8 millones de copias en Estados Unidos y Canadá y 3,2 en Inglaterra.
En el Reino Unido se hizo un lanzamiento récord de 13 millones de ejemplares. Por Internet se vendieron anticipadamente más de un millón de copias. La facturación de estas ventas fue de 117 millones de dólares. Bloomsbury, la editorial británica que publica el libro en Reino Unido, informó que se vendieron más de 1,7 millones de ejemplares del nuevo libro en sus primeras 24 horas, convirtiéndose en el libro de venta más rápida en la historia.
El lanzamiento en los países anglohablantes fue a las 12 de la noche y tuvo una cuenta atrás en las pantallas de Times Square. Sin embargo, hubo incidentes previos al lanzamiento, como un robo al camión blindado en que se transportaban los ejemplares.
Además de la recepción comercial, el libro fue motivo de que James Downey, un artista estadounidense, hiciera circular un pedido para que J. K. Rowling fuera galardonada con el Premio Nobel de Literatura.

## Adaptación cinematográfica
En 2007 se estrenó una adaptación cinematográfica basada en la novela. Harry Potter y la Orden del Fénix fue dirigida por el británico David Yates, responsable de la miniserie State of Play. El reparto fue el mismo de los largometrajes anteriores, incluyendo los protagónicos de Daniel Radcliffe, Rupert Grint y Emma Watson. A la producción se sumaron dos nuevas y reconocidas actrices como Helena Bonham Carter e Imelda Staunton.
El guion fue escrito por Michael Goldenberg, en reemplazo del habitual Steve Kloves. El rodaje se llevó a cabo íntegramente en Reino Unido, buena parte del cual se llevó a cabo en los estudios Leavsden.
La película fue parodiada en el vídeo rapero Harry Potter in the Hood, el cual se centró en el crecimiento de los actores que interpretan al trío protagónico como eje de sus chistes. En el programa Saturday Night Live, emitido el 3 de noviembre de 2007, se hizo otra parodia de la película.